# Kouame Koffi Athanase
 (novembre 2024).
Pour les articles homonymes, voir Athanase.
Kouame Koffi Athanase est un notaire et homme politique ivoirien né le 28 décembre 1974 à Abengourou (région de l'Indénie) en Côte d’Ivoire. Présentement Conseiller du président de la Chambre des Notaires de Côte d’Ivoire, il est membre actif du bureau national du parti politique PDCI. Après les législatives du 6 mars 2021, il est le nouveau député de la région de Bocanda  .

## Biographie

### Parcours professionnel
Membre de la Chambre des Notaires de la Côte d’Ivoire, il a dû passer le test réglementaire, et compléter un stage de clerc de plus de 7 ans. Ses compétences ont attiré l’attention du ministre de la Justice ivoirienne qui le nomme notaire. Il prêtera serment le 6 janvier 2012. Son but premier étant de devenir magistrat, il n’arrête pas ses études et part pour la France pour sa thèse doctorale. Il occupe par la suite le poste de trésorier de la chambre des notaires de Côte d’Ivoire avant de devenir le conseiller du président actuel de la chambre des notaires de Côte d’Ivoire. Il est aussi secrétaire général adjoint de la Commission des Affaires Africaines (CAAF) de l'Union Internationale du Notariat Latin (UINL).
Il a été président de la commission des jeunes notariat de Côte d’Ivoire 2012 et a aussi occupé le poste président des notaires stagiaires de Côte d’Ivoire de 2009 à 2011.

### Carrière politique
Kouame Koffi Athanase a été approché par le Parti Démocratique de Côte d’Ivoire. Son parti a décidé de le présenter aux prochaines élections législatives du 6 mars 2021. Une décision qui se couronnera par sa victoire. 
Kouame Koffi Athanase est un grand amateur de coupé décalé et un grand fan de l’artiste chanteur ivoirien Kerozen dont il se reconnait dans les paroles. Il fut un des mécènes du regretté et très célèbre chanteur DJ Arafat.

### Appartenance Groupes et organisations
Kouame Koffi Athanase est actuellement Président d’honneur du collectif des présidents de jeunes de la sous-préfecture de kouadioblekro. Il est un militant actif du PDCI et membre du bureau politique national. Il est aussi délégué départemental PDCI Bocanda.